# フレディ・バーソロミュー
フレディ・バーソロミュー(Freddie Bartholomew)ことフレデリック・セシル・バーソロミュー（Frederick Cecil Bartholomew、1924年3月28日 - 1992年1月23日）は、イギリス出身のアメリカ合衆国の俳優である。子役時代の活動が有名であり、1930年代のハリウッド映画で人気を博した。代表作は『小公子』（1936年）と『我は海の子』（1937年）である。
1924年にロンドンで生まれ、1934年、10歳のときにMGMの映画『孤児ダビド物語』に出演するために渡米し、以降、生涯アメリカで暮らした。第二次世界大戦中の兵役を経て、1943年にアメリカの市民権を取得した。
子役として成功し、高い評価を受けたにもかかわらず、その財産を巡る実の親との訴訟や、契約を巡るMGMとのトラブルによりキャリアが傷つけられた。成長してからは映画の出演オファーが減少し、テレビに転向した。

## 生涯

### 幼年期
バーソロミューは、1924年3月28日にロンドンのハールズデンでフレデリック・セシル・バーソロミューとして生まれた。父セシル・ルウェリン・バーソロミュー(Cecil Llewellyn Bartholomew)は第一次世界大戦で負傷した退役軍人で、戦後は公務員となった。母はリリアン・メイ・クラーク・バーソロミュー(Lilian May Clarke Bartholomew)である。3歳のときには、サウス・ウェスト・イングランドのウィルトシャー州ウォーミンスターの父方の祖父母の家に住み、叔母のシシー（ミリセント・メアリー・バーソロミュー(Millicent Mary Bartholomew)）が母親代わりになってバーソロミューを育てた。バーソロミューはウォーミンスターにあるウェイマス卿グラマー・スクールで教育を受けた。

### 子役

#### イギリス時代と渡米
ウォーミンスターで、バーソロミューは3歳のときから演技や朗読をしていた。5歳のときには、詩や散文、シェークスピアなどの様々な戯曲の抜粋を暗唱する「不思議な少年」としてウォーミンスター中で有名となり、その他に歌や踊りも披露した。1930年、6歳のときに初めて映画に出演した。
ロンドンの演劇学校であるイタリア・コンティ・アカデミー・オブ・シアター・アーツで演技を学び、4本の映画に出演した。1934年、スカウトのためにロンドンを訪問中だったアメリカの映画監督ジョージ・キューカーとデヴィッド・O・セルズニックがバーソロミューの映画を見かけ、MGMの映画『孤児ダビド物語』の主役デイヴィッドの少年時代の役に彼を抜擢した。1934年8月、当時10歳のバーソロミューはシシーとともに渡米し、MGMと7年間の契約を結んだ。
ベイジル・ラスボーン、モーリン・オサリヴァン、W・C・フィールズ、ライオネル・バリモアらと共演した『孤児ダビド物語』は大ヒットし、バーソロミューは一夜にしてスター子役となった。その後も、ハリウッドの当時の人気俳優たちと次々に共演した。1930年代のヒット作には、グレタ・ガルボ、フレドリック・マーチと共演した『アンナ・カレニナ』、ヴィクター・マクラグレン、グロリア・スチュアートと共演した"Professional Soldier"、ドロレス・コステロ、C・オーブリー・スミスと共演した『小公子』、マデリーン・キャロル、タイロン・パワーと共演した『勝鬨』、ミッキー・ルーニー、ジャッキー・クーパーと共演した『腕白時代』、スペンサー・トレイシーと共演した『我は海の子』などがある。
『我は海の子』(Captains Courageous)は丸一年かけて撮影されたが、バーソロミューが最も楽しんで撮影に取り組んだ作品である。その大部分は、フロリダ沖やカリフォルニアのサンタカタリナ島で撮影された。バーソロミューは後に、次のように回想している。
子供にとって、それは長い遠足のようなものだった。スペンサー・トレイシー、ライオネル・バリモア、ミッキー・ルーニー、メルヴィン・ダグラス、そして私。我々はその12か月間でとても親しくなった。撮影が終わり、別れを告げるときに、我々は赤ん坊のように泣いた。
バーソロミューは映画興行界の人気者になり、シャーリー・テンプルに次ぐ史上2番目に稼いだ子役スターとなった。脚本家のリング・ラードナー・ジュニアはバーソロミューを高く評価し、『小公子』での演技について、「彼はほぼ常にスクリーンに登場し、その演技は正確な人物描写であり、これはほとんどの子役俳優に、いや、大人の映画スターでも4分の3には見られないことである」と述べている。フランク・ニュージェントはニューヨーク・タイムズ紙のレヴューにて、『我は海の子』での主役のハーヴェイ役の演技について、「若きバーソロミューは、ハーヴェイを完璧に演じている」と書いている。

#### 訴訟と契約トラブル
1936年4月、バーソロミューが子役スターとして有名になったことで、長らく疎遠だった実の両親が、バーソロミューの財産を得るために訴訟を起こした。7年の裁判の末に、バーソロミューの財産の大半が両親と2人の姉妹のものとなり、訴訟費用の負担も含めてバーソロミューのもとにはほとんど残らなかった。
1937年7月、バーソロミューの叔母のシシーは、MGMに対し報酬の値上げを要求し、それに応じなければ他の映画会社に移籍すると脅しをかけた。この契約闘争のためにバーソロミューは1年間仕事を干され、ラドヤード・キップリングの『少年キム』の映画化作品への出演が延期され、『サラブレッド・ドント・クライ』への主演の予定が取り消され、代わりにロナルド・シンクレアが出演した。
1938年に仕事に復帰した後は、MGMでは人気のない作品や重要ではない役ばかりとなり、全盛期よりも人気が落ちた。これは、MGMとの確執だけでなく、成長期を迎えたバーソロミューが身長180センチ近い長身となったことや、第二次世界大戦の深刻化に伴いバーソロミューが得意とした古典文学や歴史ドラマが流行らなくなったことも原因だった。
1938年、20世紀フォックスはロバート・ルイス・スティーヴンソンの小説『誘拐されて』の映画化作品『魔城脱走記』の主役にバーソロミューを起用した。同年、MGMでは『海国魂』と"A Yank at Eton"でミッキー・ルーニーと共演し、ミュージカル『リッスン、ダーリン』でジュディ・ガーランドと共演した。

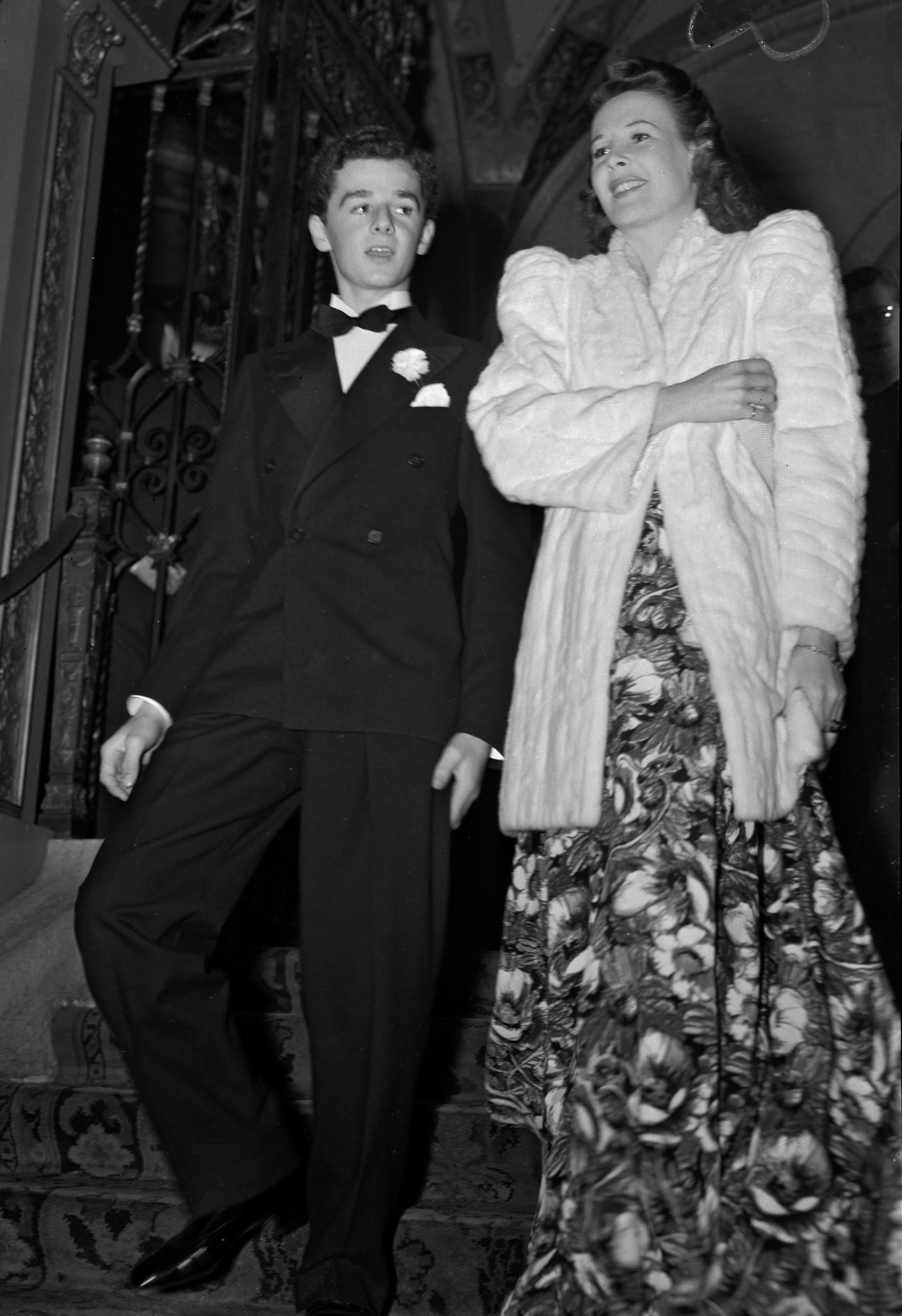
バーソロミューとウェンディ・バリー（1940年）

1939年、ユニバーサルの"The Spirit of Culver"と"Two Bright Boys"でジャッキー・クーパーと共演した。RKOでは、1940年に『新ロビンソン漂流記』と『トム・ブラウンの学生時代』に出演した。コロンビアでは、"Naval Academy"、"Cadets on Parade"、"Junior Army"の3本の軍事関連映画に出演した。

### 第二次世界大戦と戦後

#### 兵役とその後
第二次世界大戦へのアメリカの参戦に伴い、バーソロミューにも兵役が課せられ、俳優としてのキャリアが再び中断された。1943年1月13日、18歳でアメリカ陸軍航空軍に入隊し、航空機整備に従事した。訓練中に転倒して背中を痛め、7か月入院した後、1944年1月12日に除隊した。
1944年、低予算のコメディ映画"The Town Went Wild"でジミー・ライドンと共演したが、これを最後に7年間続いた映画出演オファーは来なくなった。映画へ復帰しようと地方の劇場やヴォードヴィルへの出演も行ったが効果はなかった。
1946年、自動車事故やロサンゼルスでの舞台の失敗など悲惨な出来事もあったが、この年に広報担当のメイリー・ダニエル(Maely Daniele)と結婚した。メイリーは6歳年上で、2度の離婚歴があった。メイリーとの結婚により叔母シシーとの関係が悪化し、シシーはイギリスに戻った。しかし、メイリーとの結婚は幸せなものではなかった。
1946年にはラジオドラマ"Inner Sanctum Mystery"にゲスト出演した。1947年、黒人だけが出演するミュージカル映画"Sepia Cinderella"に本人役で5分間カメオ出演し、映画に出演しなくなってからヴォードヴィルで成功するためにしてきたことを語り、ギャグを披露した。1948年の大半は各地の小劇場巡りに費やされ、11月にはオーストラリアに巡業に出たが、妻は同行しなかった。

#### テレビへの転向
1949年に帰国後、映画への復帰は絶望的な中で、テレビという急成長中の新しいメディアに活路を見出した。パフォーマーからテレビの司会者に転向し、更にはディレクター、プロデューサーとなり、最終的には番組制作会社の役員となった。テレビ業界では、子役のイメージのあるフレディ・バーソロミューではなく、フレッド・C・バーソロミュー(Fred C. Bartholomew)と呼ばれることを好んだ。1949年から1954年まで、ニューヨークの独立系テレビ局であるWPIXのディレクターを務めた。俳優としての最後の出演作は、1951年の映画『スリの聖ベニー』の司祭役だった。
1953年に最初の妻と離婚し、同年12月、WPIXで知合った料理人・作家のアイリーン・ポール(Aileen Paul)と結婚した。アイリーンとの間に、1956年3月に娘のキャスリーン・ミリセント・バーソロミュー(Kathleen Millicent Bartholomew)、1958年に息子のフレデリック・R・バーソロミュー(Frederick R. Bartholomew)が生まれた。このほかにアイリーンの連れ子のセリア・アン・ポール(Celia Ann Paul)がおり、一家はニュージャージー州レオニアに住んでいた。
この時代のテレビやラジオは、広告代理店が番組を制作していた。1954年、バーソロミューはニューヨークの広告代理店ベントン&ボウルズ(B&B)でテレビ番組のプロデューサー兼ディレクターとして働き始めた。B&Bでは、『メイベリー110番』などのプロデューサーや、『アズ・ザ・ワールド・ターンズ』、『エッジ・オブ・ナイト』、『サーチ・フォー・トゥモロー』などのソープオペラのプロデューサー、ディレクターを務めた。1964年には同社のラジオ・テレビ部門のヴァイスプレジデントに就任した。
2人目の妻とは1977年初頭に離婚した。1976年2月に3人目の妻エリザベス・グラビル(Elizabeth Grabill)と結婚した。

### 晩年と死去
肺気腫を患い、1980年代後半にはテレビ業界から引退した。引退後は一家でフロリダ州ブレイデントンへ移り住んだ。1991年、MGMに関するドキュメンタリーシリーズ『ライオンが吼える時 MGM映画の歴史』(MGM: When the Lion Roars)が制作され、バーソロミューもそのためのインタビューに応じている。
1992年1月23日、フロリダ州サラソータにおいて心不全により死去した。67歳だった。

## 栄誉
1936年4月4日、グローマンズ・チャイニーズ・シアターの前庭「フォーコート・オブ・ザ・スターズ」に、バーソロミューの手型・足型を刻んだセメントパネルが設置された。
1960年、映画産業への貢献を称えて、ハリウッド・ウォーク・オブ・フェームのハリウッド・ブールバード6663番地にバーソロミューの星が設置された。
1999年、アメリカン・フィルム・インスティチュート(AFI)が映画スターベスト100選定の一環として選出した「偉大な男性映画レジェンド250人」の一人に選ばれた。

## フィルモグラフィ
| 年   | 作品名                                           | 役名                                   | 備考                |
| ---- | ------------------------------------------------ | -------------------------------------- | ------------------- |
| 1930 | Toyland                                          |                                        | 短編                |
| 1931 | Fascination                                      | Child                                  |                     |
| 1932 | Lily Christine                                   | Child                                  | クレジットなし      |
| 1932 | Strip! Strip! Hooray!!!                          | Boy                                    | 短編 クレジットなし |
| 1935 | 孤児ダビド物語 David Copperfield                 | David Copperfield（少年時代）          |                     |
| 1935 | アンナ・カレニナ Anna Karenina                   | Sergei                                 |                     |
| 1935 | Professional Soldier                             | King Peter II                          |                     |
| 1936 | 小公子 Little Lord Fauntleroy                    | Cedric "Ceddie" Errol, Lord Fauntleroy |                     |
| 1936 | 腕白時代 The Devil is a Sissy                    | Claude                                 |                     |
| 1936 | 勝鬨 Lloyd's of London                           | Jonathan Blake（少年時代）             |                     |
| 1937 | 我は海の子 Captains Courageous                   | Harvey Cheyne                          |                     |
| 1938 | 魔城脱走記 Kidnapped                             | David Balfour                          |                     |
| 1938 | 海国魂 Lord Jeff                                 | Geoffrey Braemer                       |                     |
| 1938 | リッスン、ダーリン Listen, Darling               | 'Buzz' Mitchell                        |                     |
| 1939 | The Spirit of Culver                             | Bob Randolph                           |                     |
| 1939 | Two Bright Boys                                  | David Harrington                       |                     |
| 1940 | 新ロビンソン漂流記 Swiss Family Robinson         | Jack Robinson                          |                     |
| 1940 | トム・ブラウンの学生時代 Tom Brown's School Days | Ned East                               |                     |
| 1941 | Naval Academy                                    | Steve Kendall                          |                     |
| 1942 | Cadets on Parade                                 | Austin Shannon                         |                     |
| 1942 | A Yank at Eton                                   | Peter Carlton                          |                     |
| 1942 | Junior Army                                      | Freddie Hewlett                        |                     |
| 1944 | The Town Went Wild                               | David Conway                           |                     |
| 1947 | Sepia Cinderella                                 | 本人役                                 | カメオ出演          |
| 1951 | スリの聖ベニー St. Benny the Dip                 | Reverend Wilbur                        |                     |